# Đường tỉnh 258
Đường tỉnh 258 hay tỉnh lộ 258, viết tắt ĐT258 hay TL258, là đường tỉnh ở huyện Bạch Thông và Ba Bể, tỉnh Bắc Kạn, Việt Nam.
Đường tỉnh 258 bắt đầu từ Phố Ngã Ba trên Quốc lộ 3 ở thị trấn Phủ Thông, huyện Bạch Thông.
Đường đi hướng tây bắc, đến thị trấn Chợ Rã huyện Ba Bể, nối vào Quốc lộ 279 tại ngã ba Chộc Đấu 22°27′30″B 105°44′17″Đ / 22,45833°B 105,73806°Đ.